# ناثانيل ريتش
ناثانيل ريتش (بالإنجليزية: Nathaniel Rich)‏ (5 مارس 1980 في الولايات المتحدة)؛ روائي أمريكي.